# Frank Bladin
Vous lisez un « bon article » labellisé en 2018.
Pour les articles homonymes, voir Bladin.
Francis Masson Bladin, né le 26 août 1898 et mort le 2 février 1978, est un haut commandant de la Force aérienne royale australienne (RAAF). 
Il naît à Korumburra, dans une zone rurale de l'État de Victoria en Australie. En 1920, il obtient son diplôme au collège militaire royal de Duntroon et, après un début de carrière dans l'armée de terre, il est transféré dans la Force aérienne royale australienne en 1923 puis s'initie au pilotage d'avion aux bases aériennes Williams à Victoria. Il occupe alors divers postes d'instructeurs avant de prendre le commandement du 1er escadron en 1934. Hissé au rang de wing commander au début de la Seconde Guerre mondiale, il est promu à titre temporaire au grade de air commodore en septembre 1941. Il devient plus tard air officer commanding (AOC) du North-Western Area Command, en mars 1942, quelque temps après les premiers raids menés par les Japonais sur Darwin, dans le Territoire du Nord. Après avoir conduit quelques offensives aériennes en territoire ennemi, il devient l'une des rares personnalités militaires non américaines à obtenir la Silver Star pour acte de bravoure. En juillet 1943, Bladin est transféré au 38e groupe de la Royal Air Force en Europe, où il est honoré d'une citation militaire. La même année, il est fait commandeur de l'ordre de l'Empire britannique. Promu Air vice-marshal par intérim en 1946, il fait partie des rares officiers supérieurs chargés de restructurer la RAAF après la guerre. Vers la fin des années 1940 et au début des années 1950, il devient successivement chef d'état-major de la Force d'occupation du Commonwealth britannique au Japon, air officer commanding de l'Eastern Area Command (rebaptisé plus tard RAAF Air Command) et enfin air member for personnel. Il est fait chevalier-compagnon de l'ordre du Bain en 1950. 
Après avoir pris sa retraite en 1953, il s'installe dans une ferme d'élevage, mais s'occupe encore des anciens combattants jusqu'à sa mort en 1978, à l'âge de soixante-dix-neuf ans. Peu bavard mais autoritaire, Bladin est surnommé « dad » en raison de son dévouement pour le bien-être de ses hommes.

## Jeunesse et début de carrière
Frank Bladin est le plus jeune des fils de l'ingénieur Frederick Bladin et de sa femme Ellen,. Il commence ses études au Melbourne High School, mais cherche à rejoindre la première force impériale australienne au moment de l'engagement de l'Australie dans la Première Guerre mondiale. Ses parents refusent cependant de lui donner la permission de s'enrôler, et lui conseillent de continuer ses études au collège militaire royal de Duntroon, ce qu'il fait avec enthousiasme à partir de 1917,. Il y obtient son diplôme en 1920 et sert pendant les deux années suivantes dans l'Australian Army, incluant seize mois supplémentaires dans la Royal Field Artillery en Grande-Bretagne.

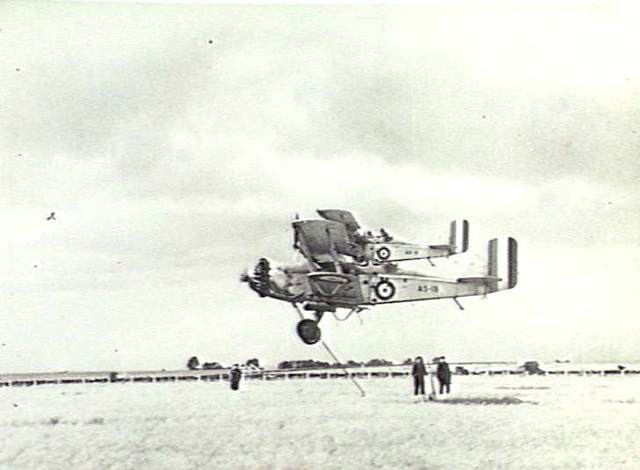
Deux Westland Wapiti du 1er escadron de la base de Laverton en novembre 1934.

Il est ensuite transféré au sein de la force aérienne royale australienne, récemment établie, comme officier, au rang de flying officer en janvier 1923,. Ayant suivi une formation de pilote à la base aérienne de Point Cook près de Melbourne, il fait partie des cinq premiers lieutenants de l'armée à participer au cours de pilotage inaugural de la RAAF ; par la suite, tous les cinq quittent l'uniforme en raison des mauvaises perspectives de carrière dans l'armée de l'après-guerre. L'un des camarades de Bladin pendant cette formation est un diplômé de la promotion 1919 du Royal Australian Naval College, le sous-lieutenant Joe Hewitt (futur Air Vice Marshal). Durant l'année 1925 et 1926, Bladin est chargé d'entraîner les pilotes de la Citizens Air Force à l'école de pilotage no 1 de Point Cook. En 1927, il obtient une promotion au grade de Flight lieutenant ; la même année, il épouse Patricia Magennis à Yass, en Nouvelle-Galles du Sud, le 20 décembre. Le couple donnera naissance à un fils et deux filles,.
En 1929, il est envoyé en Grande-Bretagne à l'école militaire de la base aérienne d'Andover. En 1931, il est l'unique officier australien a écrire un article sur la défense aérienne de l'Empire britannique publié dans le Royal Air Force Quarterly, une des rares publications traitant de la puissance aérienne. Promu Squadron leader, il succède à Frank Lukis au poste de commandant du 1er escadron en avril 1934. D'emblée, Bladin se rend compte que l'unité équipée de bombardiers légers Westland Wapiti et de quelques Hawker Hart, n'a « jamais quitté ses hangars de briques et l'asphalte en béton afin d'opérer sur le terrain, et cela depuis sa création quelque huit années auparavant ». Il se décide à changer cette situation en déployant l'escadron à 300 milles de Cootamundra, en Nouvelle-Galles du Sud, où il « emprunte à un ami une partie d'un terrain où les pilotes pourront s'entraîner au bombardement avec des cibles marquées au sol ». L'unité s'attelle à cet exercice sur une période de deux semaines, à partir de la fin du mois de novembre 1935.
Après avoir terminé son mandat au sein du 1er escadron en décembre 1935, Bladin est nommé officier commandant de l'« escadron des cadets » de l'école de pilotage no 1. Il imite les méthodes d'entraînement de l'escadron sur celui de son ancien collège de Duntroon, et préfigure les étapes de l'instruction des cadets du futur RAAF College (ouvert en 1947),. Le 12 mars 1937, il est promu au grade de wing commander.

## Seconde Guerre mondiale

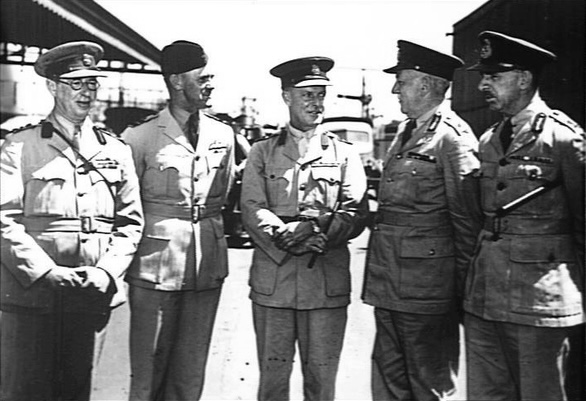
L'Air commodore Bladin (deuxième à partir de la gauche) avec le lieutenant-général Savige (à gauche) et les généraux de division Clowes, Cannan et Rowell à Melbourne, en décembre 1941.

Le premier poste attribué à Bladin après le déclenchement de la Seconde Guerre mondiale est celui de directeur des opérations et du renseignement au quartier général de la RAAF à Melbourne, en mars 1940. Promu group captain en juin, il devient air officer commanding de la Southern Area (soit les États de Victoria, de l'Australie-Méridionale et de la Tasmanie) en août 1941 en plus d'une promotion au grade de air commodore par intérim le mois suivant,. Dès le 1er janvier 1942, il occupe le poste de sous-chef d'état-major de l'armée de l'air chargé de la préparation des bases aériennes et de la mise en œuvre du plan d'entraînement aérien du Commonwealth britannique. Le 25 mars de la même année, il est nommé au poste d'air officer commanding de la North-Western Area Command (AOC NWA, couvrant le Queensland et le territoire de Papouasie-Nouvelle-Guinée).
Muté à Darwin, Bladin a cette fois pour rôle d'assurer la défense aérienne du détroit de Torrès, du Territoire du Nord et de l'Australie-Occidentale. Il est également chargé de raviver le moral des troupes à la suite du bombardement de Darwin le 19 février, alors que la RAAF fait face à la menace d'une invasion imminente. Sa tâche s'avère être compliquée à cause du mauvais état des communications, du transport et du système d'alerte aérienne. Il entraîne au combat aérien tout le personnel au sol de la RAAF, puis ordonne l'aménagement de quelques terrains d'atterrissage supplémentaires afin de mieux gérer les forces sous son commandement. Il est, selon les mots de l'historien Alan Stephens, « le chef de section le plus agile de la RAAF durant toute la guerre », et devient le premier Australien décoré de la Silver Star pour acte de bravoure pendant la guerre du Pacifique. L'action récompensée par cette distinction se passe en juin lorsque Bladin dirige un raid de l'United States Army Air Forces à bord d'un Boeing B-17 Flying Fortress contre les Célèbes dans les Indes orientales néerlandaises occupées. En plus de la destruction des engins au sol et des infrastructures japonaises, les bombardiers alliés réussissent à échapper à l'attaque de neuf chasseurs japonais lors de leur retour à la base. Bladin est recommandé pour cette décoration en septembre, laquelle est finalement annoncée dans l'Australian Gazette du 23 novembre 1944,.
En décembre 1942, les moyens dont dispose Bladin sont constitués de sept escadrons australiens qui opèrent principalement avec des chasseurs Bristol Beaufighter et Curtiss P-40 Warhawk, des bombardiers légers Lockheed Hudson ainsi que des bombardiers Vultee A-31, qui sont très vite renforcés par un escadron de bombardiers moyens North American B-25 Mitchell néerlandais, mais également des bombardiers lourds Consolidated B-24 Liberator de l'USAAF. Alors que les raids aériens japonais se poursuivent en 1943, Bladin place ses bombardiers à l'intérieur des terres et positionne ses chasseurs près de la côte afin d'intercepter les avions japonais. Fait commandeur de l'ordre de l'Empire britannique le 1er janvier 1943, il lance les premières frappes contre les bases insulaires au-delà des mers de Timor et d'Arafura, déclenchant des combats acharnés entre les Alliés et les Japonais. Il choisit souvent les cibles de son propre chef, car les directives détaillées provenant du quartier général n'arrivent pas toujours à temps. Le 27 février, à la suite d'une interception des transmissions radio japonaises, il lance un raid préventif sur l'aérodrome de Penfui, près de Kupang (Timor), qui se termine par la destruction de vingt-deux bombardiers s'apprêtant à lancer un raid majeur sur Darwin.

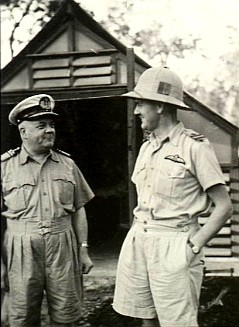
Bladin (à droite) au poste dair officer commanding de la North-Western Area, avec un officier de la marine néerlandaise, vers 1943.

Afin de renforcer la protection du Nord de l'Australie contre les attaques aériennes en cours, trois escadrons de chasseurs Supermarine Spitfire sont transférés du Royaume-Uni vers la fin de l'année 1942. Ces avions ne sont cependant opérationnels qu'en mars 1943 sous le nom de no 1 Fighter Wing. Lors d'un engagement contre les Japonais le 2 mai, huit Spitfires sont abattus et plusieurs autres forcés d'atterrir en urgence, alors que du côté adverse, les combats entrainent la destruction d'un bombardier et de cinq chasseurs. Un communiqué défavorable concernant cette offensive est publié par le quartier général du général Douglas MacArthur, qui plus tard est relayé par les journaux australiens, rapportant de « lourdes pertes » parmi les Spitfires, causant ainsi un ressentiment au sein de la NWA. Bladin se plaint alors à son supérieur, le air vice-marshal William Bostock, en affirmant que « la tendance alarmiste de la presse et les sous-entendus faits par la radio ont une influence néfaste sur la morale des pilotes de combat ». En guise de représailles, il ordonne une frappe immédiate dirigée par le commandant d'escadre Charles Read contre l'aérodrome de Penfui, en prétextant la présence de Japonais dans le secteur. L'attaque se solde par la destruction de quatre avions japonais au sol. Le 17 juin, sous le commandement du group captain Clive Caldwell, la no 1 Fighter Wing effectue l'offensive la plus réussie de la NWA jusque-là, faisant état de quatorze chasseurs japonais détruits et dix endommagés, pour une perte de deux Spitfire abattus. Le 380e groupe de bombardement de l'USAAF, composé de quatre escadrons de Liberators, est placé sous le commandement de Bladin le même mois, renforçant ainsi la capacité d'attaque stratégique de la NWA. Lorsque Bladin cède la NWA au vice-maréchal de l'Air Adrian Cole en juillet 1943, ce dernier rapporte que son nouveau commandement est « bien organisé, enthousiaste et en bonne forme ».
Affecté en Angleterre en tant qu'officier supérieur d'état-major de l'aviation du 38e groupe de la Royal Air Force, Bladin est étroitement impliqué dans la formation des équipages et la planification des opérations aéroportées en vue de la bataille de Normandie. Il effectue une mission le jour J (D-Day), le 6 juin 1944, en participant au transport des planeurs largués au-dessus de la Normandie ; pour cela, il obtient une citation deux jours plus tard,. Après avoir terminé son service au Second Tactical Air Force en France, Bladin retourne en Australie et devient chef d'état-major adjoint de l'Armée de l'air en octobre 1944,. En juin 1945, il est sollicité à deux reprises pour le poste d'AOC du RAAF Command, la principale formation opérationnelle de la Force aérienne australienne dans le Pacifique Sud-Ouest. Bladin est prévu pour remplacer le air vice-marshal Bostock, qui fait face à des mesures disciplinaires pour avoir refusé de se conformer aux directives de l'Air Board, l'organe de contrôle de la RAAF, mais finalement le gouvernement australien décide de ne pas modifier les dispositions de commandement.

## Carrière d'après-guerre

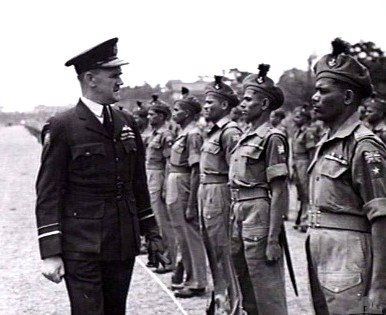
Le air vice-marshal Bladin passant en revue les troupes du BCOF à Tokyo, en mai 1947.

La RAF prévoit le déploiement d'une formation aéroportée, le 238e groupe (Airborne Assault) sur le théâtre de la guerre du Pacifique et ordonne à Bladin de se libérer de son poste de sous-chef d'état-major de la Force aérienne afin d'en assumer le commandement ; mais cette nomination est annulée avec la fin des hostilités en août 1945. Il est ensuite affecté à Kure (Japon), en janvier 1946 au poste de chef d'état-major du lieutenant-général John Northcott, commandant de la Force d'occupation du Commonwealth britannique. Ce dernier choisit Bladin non seulement en raison de ses expériences de commandement opérationnel et son parcours dans les états-majors de la RAF pendant la Seconde Guerre mondiale, mais aussi en tant que diplômé de Duntroon. Promu air vice-marshal par intérim le 1er mars 1946, il passe la main à un autre diplômé de Duntroon, le air vice-marshal John McCauley, en juin 1947,. Après son retour en Australie, il occupe une place prépondérante aux côtés de hauts gradés comme McCauley, le vice-maréchal Joe Hewitt et le air commodore Frederick Scherger, dans le cadre d'un remaniement de la Force aérienne australienne après la fin de la guerre.
Plus tard, Bladin prend le commandement du Eastern Area Command, qui au fil des ans évolue pour devenir d'abord le Home Command, puis l'Operational Command et enfin le Air Command,. Son grade intérimaire d'air vice-marshal est confirmé à titre définitif le 1er octobre 1948,. En tant qu'AOC du Eastern Area, Bladin joue un rôle clé dans l'achat d'un nouveau site pour le quartier-général de l'époque, situé à Bradfield Park au nord de Sydney, dans l'ancien hôtel Lapstone à Glenbrook (dans les montagnes Bleues). D'abord connu sous le nom de Headquarters Operational Command, puis le Headquarters Air Command, le site est racheté par la RAAF au milieu de l'année 1949 et devient opérationnel vers la fin de la même année. En plus d'avoir une vue dégagée sur la campagne environnante, la propriété se trouve à moins de 5 kilomètres de la Ville de Penrith et à 30 kilomètres de la base RAAF de Richmond (à Hawkesbury). Le site possède également un tunnel ferroviaire désaffecté qui, selon la correspondance du gouvernement, « peut servir de protection efficace contre une éventuelle attaque à l'arme nucléaire ».

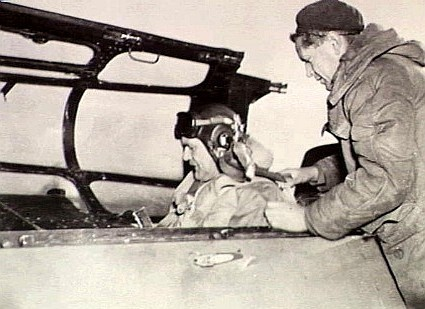
Bladin, assis sur le siège arrière d'un Gloster Meteor, lors d'une visite en Corée en 1951.

Bladin devient membre de l'Air Member for Personnel (AMP) le 24 novembre 1948. Ce poste lui permet d'obtenir un siège dans l'Air Board, un organisme de surveillance interne composé d'officiers supérieurs de la RAAF et présidé par le chef d'état-major de la Force aérienne. Il succède à Joe Hewitt et contribue à l'amélioration des innovations en matière d'éducation et de formation de la Force aérienne royale australienne, que ce dernier a initié,. Le collège d'état-major de la RAAF ouvre ses portes en juin 1949 à Point Cook, délivrant des formations avancées destinées aux chefs et commandants d'escadrons. Des sections à vocation internationales sont également mises en place afin de compléter la formation des officiers. En octobre, Bladin s'engage dans la mise sur pied d'un programme de formation du personnel subalterne responsable des équipements et de l'administration, afin d'offrir des postes de stagiaire aux nouveaux personnels de bureau et d'approvisionnement. Ce programme est pleinement opérationnel deux ans plus tard. Il est fait compagnon de l'ordre du Bain lors des King's Birthday Honours en juin 1950. En 1951, inspiré par une initiative similaire dans le domaine de l'éducation publique, il parraine un programme visant à améliorer le niveau universitaire des officiers éducateurs de la RAAF en leur délivrant des diplômes dotés de certificat d'enseignement. Au cours de l'année suivante, en réponse à la demande accrue en aviateurs après l'engagement de l'Australie dans l'insurrection communiste malaise et la guerre de Corée, la formation des pilotes est dispensée en un seul cours intégré à l'école de pilotage no 1 (FTS) de Point Cook, en parallèle de l'école de pilotage no 1 récemment créée à Archerfield, mais aussi à l'école de pilotage de base no 1 d'Uranquinty et enfin à l'école de pilotage appliqué no 1 (formée à partir de l'école no 1 FTS) situé également à Point Cook.

## Fin de carrière et décès
Bladin se retire de l'armée de l'air le 15 octobre 1953 et cède son poste à l'air vice-marshal Valston Hancock,. Peu de temps après, il fait don d'un trophée portant son nom à l'équipe victorieuse d'un concours de simulation de bombardement et de combat aérien sur Avro Lincoln. Auparavant, il a déjà assisté à un gala de remise de trophée au vainqueur d'une compétition de boxe chez les cadets, le 19 juillet 1952.
Plus tard, il achète une ferme d'élevage, qu'il appelle Adastra, à Yass juste au nord du territoire de la capitale australienne. Entre 1951 et 1954, puis de 1956 à 1969, il occupe le poste de trésorier de l'association Returned Sailors', Soldiers and Airmen's Imperial League of Australia, qui devient en 1965 la Returned Services League. Au début des années 1960, il aide à recueillir des fonds pour la construction de la chapelle commémorative du corps d'armée australien et néo-zélandais de Saint-Paul, dans son ancien collège de Duntroon. Bladin décède de mort naturelle à Box Hill (à Melbourne), le 2 février 1978. Sa femme, qui s'est occupée du soutien aux familles des anciens combattants en plus d'autres travaux communautaires, est morte avant lui. La force aérienne australienne lui accorde des funérailles militaires à l'église de Our Lady Good Counsel de Deepdene (à Balwyn, dans l'agglomération de Melbourne). Sa dépouille repose à Springvale, dans l'État de Victoria.